# Conchapelopia quaturomaculata
Conchapelopia quaturomaculata är en tvåvingeart som beskrevs av Ernst Josef Fittkau 1957. Conchapelopia quaturomaculata ingår i släktet Conchapelopia och familjen fjädermyggor. Inga underarter finns listade i Catalogue of Life.